# Carl Lueg

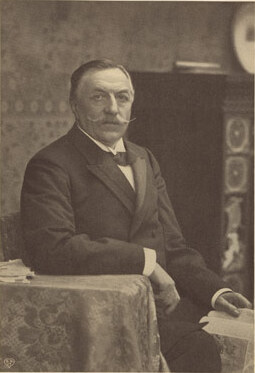
Carl Lueg

Carl Lueg [luːk] (* 2. Dezember 1833 in Sterkrade; † 5. Mai 1905 in Düsseldorf) war ein deutscher Industriemanager und 1873 bis 1904 der erste Vorstandsvorsitzende der Gutehoffnungshütte (GHH).

## Leben

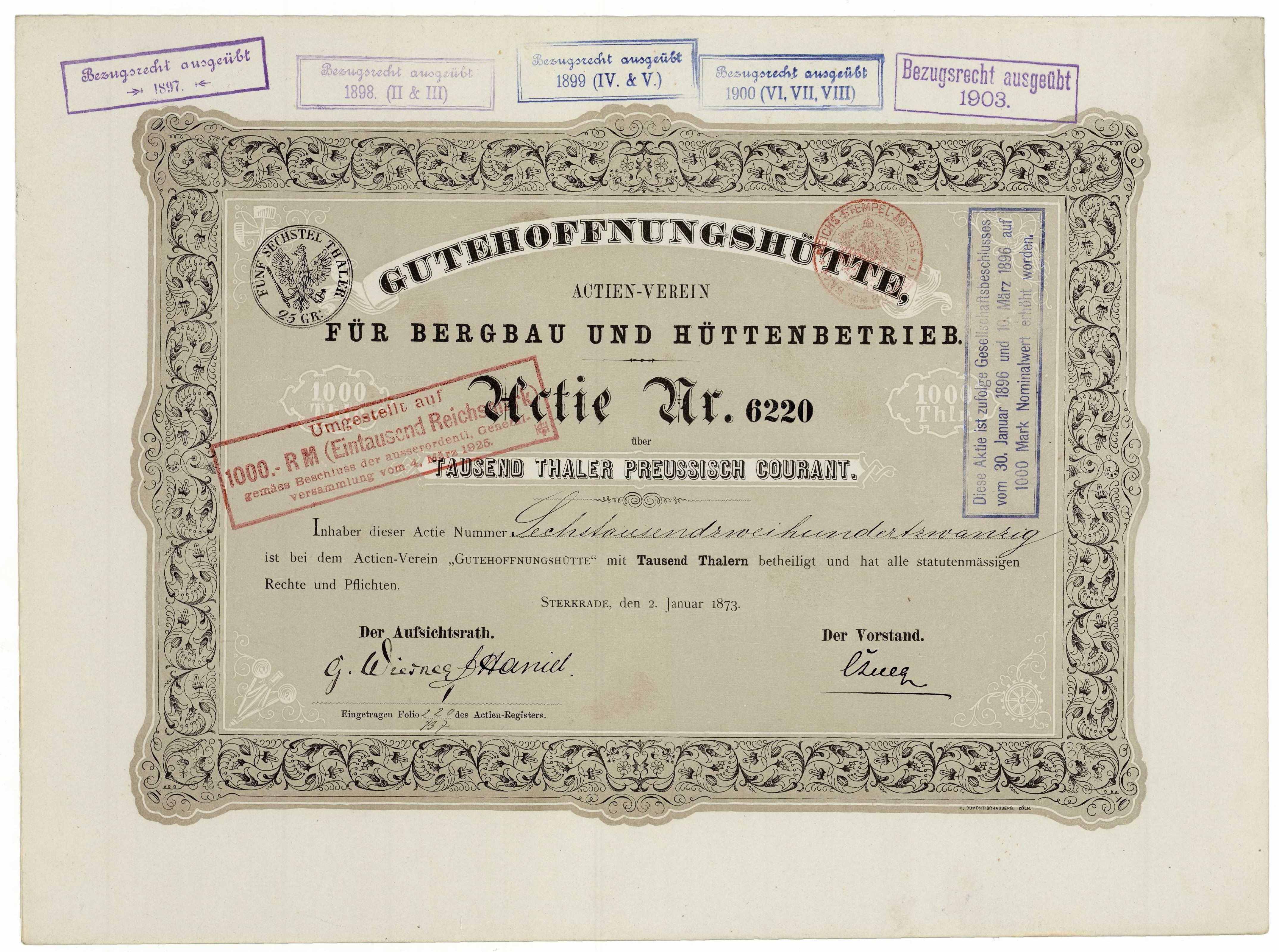
Gründeraktie der Gutehoffnungshütte vom 2. Januar 1873 mit Unterschrift von Vorstand Carl Lueg

Der Sohn des Hüttendirektors Wilhelm Lueg besuchte das Gymnasium in Wesel, die Realschule in Duisburg und die Gewerbeschule in Hagen. Anschließend studierte er an der Technischen Hochschule Karlsruhe und kam 1855 als junger Ingenieur zur Hüttengewerkschaft und Handlung Jacobi, Haniel & Huyssen (JHH), aus der später der Gutehoffnungshütte-Konzern hervorging. 1858 wurde er Oberingenieur an der Hochofenanlage in Oberhausen und leitete außerdem die dortige Eisenhütte.
Nach dem Tod des Vaters folgte er diesem 1864 auf den Posten des JHH-Generaldirektors, wurde 1873 erster Vorstandsvorsitzender der neu gegründeten Aktiengesellschaft Gutehoffnungshütte und leitete das Unternehmen danach weitere 30 Jahre lang. Unter seiner Leitung entwickelte sich die GHH zum Großunternehmen: Der Umsatz stieg zwischen 1873 und 1905 von 20,6 auf 57,1 Mill. Mark, die Zahl der Beschäftigten von 8.500 auf 19.300. Die Roheisenerzeugung, die 1858 18.000 Tonnen betragen hatte, erreichte 1905 432.000 Tonnen.
1862 heiratete Carl Lueg Mathilde (1842–1929), Tochter des Verlegers Peter August Bagel (1809–1881) aus der Unternehmerfamilie Bagel.
Wie schon sein Vater setzte sich Carl Lueg in besonderem Maße für die betriebliche Sozialpolitik ein, u. a. durch die Gründung von Pensions- und Unterstützungskassen für die Arbeiter und Angestellten der GHH, aber auch durch den Bau von Werkswohnungen, darunter die Siedlungen Eisenheim II und Stemmersberg.
Industriepolitisch wirkte Lueg als Mitbegründer des Vereins Deutscher Ingenieure und des Vereins Deutscher Eisenhüttenleute. Er war auch Gründungsmitglied des Niederrheinischen Bezirksvereins des VDI im August 1856. 1882–1883 war er Präsident der Handelskammer Mülheim und Oberhausen.
Ein Jahr vor seinem Tod wurde er vom König von Preußen zum Mitglied des Preußischen Herrenhauses ernannt. Carl Luegs Bruder war der Düsseldorfer Industrielle und Stadtverordnete Heinrich Lueg, der ihm in dieser Position nachfolgte.

## Auszeichnungen
- Geheimer Kommerzienrat
- Ehrenbürgerschaft der Stadt Oberhausen (1899)
- Ehrendoktorwürde der RWTH Aachen (1903)[1]
- Carl-Lueg-Denkmünze des Vereins Deutscher Eisenhüttenleute (1904)[1]